# Euphorbia ardonensis
Euphorbia ardonensis là một loài thực vật có hoa trong họ Đại kích. Loài này được Galushko mô tả khoa học đầu tiên năm 1976.